# Музей «Київський фарфор»
Музей «Київський фарфор» — музей присвячений порцеляновим виробам та майстрам Київського експериментального кераміко-художнього заводу/ВАТ «ДЕФФА». В основу зібрання увійшла приватна колекція Романа та Тетяни Сазонових, яка почала формуватися з 2008 року. Власного приміщення для постійної експозиції не має, презентаційні виставки проходять у приміщеннях музеїв Києва. Директор закладу — Тетяна Сазонова.

## Експозиція
Зібрання налічує біля однієї тисячі експонатів. У ньому представлені скульптури й декоративні вази, сувеніри в авторському виконанні митців заводу: Олександра Сорокіна, Лідії Митяєвої, Галини Головіної, Світлани Голембовської, Владислава Щербини, Оксани Жникруп, Ольги Рапай-Маркіш, Григорія Молдавана, Олени Молдаван-Фоменко, Володимира Лапіна, Василя Мусієнка, Ганни Калуги, Ярослави Козлової, Надії Гонсалес, Сусанни Сарапової, Петра Тарасенка, Миколи Лампеки, Наталії Черниченко-Лампеки, Віри Клименко, Віри Павленко, Ганни Павленко-Черниченко, Марфи Тимченко, Катерини Нікітаєвої.
Зібрано інформативні матеріали та біографічні довідки провідних майстрів заводу.
- Відео на YouTube

## Діяльність
У лютому 2019 року в Музеї історії Києва відбулася виставка «Перлини київського фарфору», на якій презентовано колекцію фарфору із фондів музею «Київський фарфор». Демонструвалися порцелянові фігурки, що зображували сценки з театральних вистав, народних пісень і танців, героїв творів української літературної класики; петриківський розпис на фарфорі.
У травні 2019 року в Музеї книги та друкарства у місті Острозі Рівненської області організовано виставку до 90-річчя від дня народження скульпторки КеКХЗ Ольги Рапай-Маркіш «Моє життя складалося з моїх робіт», на якій були представлені 66 предметів скульптурної порцеляни, три декоративні тарелі, брелоки та плакетки мисткині.
Працівники музею долучилися до створення фільмів «Музей „Київський фарфор“», «Майстри порцеляни КеКХЗ» та «Історія КеКХЗ» (усі — 2019).